# John W. Mauchly
John William Mauchly (ur. 30 sierpnia 1907 w Cincinnati, zm. 8 stycznia 1980 w Ambler, w stanie Pensylwania) – amerykański fizyk i inżynier, profesor Uniwersytetu Pensylwanii, konstruktor liczących maszyn analogowych i cyfrowych. Opracował test sferyczności Mauchly’ego, wykorzystywany w analizie wariancji z powtarzanymi pomiarami.

## Zarys dokonań
Wraz z J.P. Eckertem zaprojektował i skonstruował słynny komputer ENIAC. Jego dziełem jest także pierwszy komputer przeznaczony na rynek handlowy – UNIVAC I (1951). Ponadto był autorem wielu prac teoretycznych, poświęconych m.in. zastosowaniu metod matematycznych do przewidywania pogody.